# David Soskice
 (mai 2023).
Si vous disposez d'ouvrages ou d'articles de référence ou si vous connaissez des sites web de qualité traitant du thème abordé ici, merci de compléter l'article en donnant les références utiles à sa vérifiabilité et en les liant à la section « Notes et références ».
David William Soskice (né le 6 juillet 1942) est un économiste politique et universitaire britannique. Il est actuellement professeur à la LSE School of Political Science and Economics à la London School of Economics.

## Jeunesse et éducation
Soskice est le fils du ministre britannique de l'Intérieur travailliste Frank Soskice et de son épouse Susan Isabella Cloudsley Soskice (née Hunter) à Londres. Il partage son prénom avec son grand-père, le journaliste révolutionnaire russe David Soskice, qui a fui en Angleterre. Sa grand-mère paternelle est Juliet Soskice (née Hueffer), fille de Francis Hueffer et Catherine Madox Brown, sœur de Ford Madox Ford et Oliver Madox Hueffer, petite-fille de Ford Madox Brown, demi-nièce de Lucy Madox Brown et cousine d'Olivia Rossetti Agresti.
Soskice fait ses études au Winchester College et étudie les sciences politiques, le philosophie et l'économie à Nuffield et au Trinity College d'Oxford.

## Carrière académique
Entre 1967 et 1990, il travaille comme chargé de cours en économie à l'University College d'Oxford. Après la chute du mur de Berlin, il part au Centre de recherche en sciences sociales de Berlin, où il travaille comme professeur de recherche et directeur du groupe de travail "Emploi et changement économique". Après sa retraite en 2007, il retourne à Nuffield en tant que professeur de recherche en économie politique comparée et chercheur principal.
Soskice est professeur invité à Harvard, Yale, Stanford, Berkeley, Cornell et, chaque semestre de printemps, à Duke. Entre 2004 et 2007, il est nommé Centennial Professor à la London School of Economics. Il conseille l'OCDE, le parti travailliste britannique et les gouvernements du Royaume-Uni, de la France et de l'Allemagne sur des questions d'emploi et d'éducation.
Dans son domaine de recherche, l'économie politique, Soskice se concentre sur l'étude des marchés du travail, des systèmes d'enseignement professionnel et des régimes de production.
Le livre publié en 2001 Varieties of Capitalism, écrit/édité par Soskice et le professeur de Harvard Peter A. Hall est influent  à la fois en économie politique (en raison de ses implications macroéconomiques) et en affaires (en raison de sa focalisation analytique sur le structure organisationnelle de l'entreprise individuelle). Le livre décrit et analyse deux types distincts d'économies capitalistes : les économies de marché libérale et coordonnée.

## Vie privée
En 1966, Soskice épouse Alison Black; ils divorcent ensuite. Ensemble, ils ont deux enfants : un fils et une fille. En 1991, il épouse Nicola Mary Lacey.